# Crvolika sljeparica
Crvolika sljeparica (crvasta sljeparica; lat. Xerotyphlops vermicularis; sin. Typhlops vermicularis), vrsta malene potpuno neopasne zmije crvolikog oblika, predstavnik porodice sljeparica (Typhlopidae). Na području Hrvatske zabilježena je jedna 1977. i to kod mjesta Sali.
Ova vrsta je bljedoružičaste boje, a može narasti do 40 cm. Većinu vremena provodi ispod zemlje, po rupama i ispod kamenja, krijući se od vrućine, a na površinu rijetko izlazi, obično u sumrak ili za vlažnog vremena. Hrani se kukcima. Ženka polaže 4 do 8 jaja.